# Stad en Lande
Stad en Lande è stata la settima provincia associatasi alla Repubblica delle Sette Province Unite, nata dalla ricomposizione delle due parti della Signoria di Groninga (Ommelanden e Gorecht) dovuta a Maurizio d'Orange e risalente al 1594.
La provincia tardò ad associarsi alla Repubblica a causa del tradimento di George van Lalaing che prima sottoscrisse l'Unione di Utrecht e poi la disattese, consegnando la provincia in mano agli spagnoli. Il nome della provincia, che letteralmente in olandese significa città e campagna, è dovuta al fatto che l'antica dizione di Signoria di Groninga non accontentava né gli abitanti delle Ommelanden né gli abitanti del Gorecht. Tale dizione fu abbandonata nel XIX secolo, quando gli antichi dissapori poterono considerarsi definitivamente sopiti e la provincia poté nuovamente chiamarsi Groninga.
La Stad en Lande continuò ad esistere fino al 1795, quando con la rivoluzione batava la Repubblica delle Sette Province Unite, rimpiazzata dalla Repubblica Batava, cessò di esistere.